# 20-та флотилія підводних човнів Крігсмаріне
20-та флотилія підводних човнів Крігсмаріне (нім. 20. Unterseebootsflottille) — з'єднання, навчальна флотилія екіпажів підводних човнів військово-морських сил Третього Рейху за часів Другої світової війни.

## Історія формування
20-та навчальна флотилія підводних човнів Крігсмаріне була сформована 15 червня 1943 року на військово-морській базі в Піллау. Першим і єдиним командиром флотилії був корветтен-капітан Ернст Менгерзен. Офіційно флотилія вважалася навчальною, але всі чотири її підводні човни брали участь у бойових діях в акваторії Балтійського моря.
У 20-ій флотилії майбутні офіцери-підводники навчалися основам тактики застосування підводних човнів на спеціальних тренувальних стендах у вигляді підводних човнів. За час курсу, що носив назву «фортактіше аусбільдунг» (нім. Vortaktische Ausbildung) покладалося провести не менше 15 результативних навчальних атак на тренажерах. Практичні заняття з управління підводними човнами проводилися з урахуванням досвіду 19-ї флотилії. Після закінчення курсу найбільш успішних курсантів направляли старпомами на бойові човни, після чого вони отримували один з човнів, що будувалися, під своє командування.
24 лютого 1945 року 20-та флотилія була розформована.